# Polypogon meixneri
Polypogon meixneri är en fjärilsart som beskrevs av Wagner 1906. Polypogon meixneri ingår i släktet Polypogon och familjen nattflyn. Inga underarter finns listade i Catalogue of Life.